# Брюшинино (Любимский район)
Брюшинино — упразднённая в 2001 годудеревня в Любимском районе Ярославской области России.
На год упразднения входила в Троицкий сельсовет. После территория урочища стала относится в рамках административно-территориального устройства  к Воскресенскому сельскому поселению Любимского района.

## География
Деревня находилась в северо-восточной части области, в подзоне южной тайги, на берегу реки Куза, в 21 километре к северу от города Любима, административного центра района.

### Климат
Климат характеризуется как умеренно континентальный, с умеренно тёплым влажным летом, умеренно-холодной зимой и ярко выраженными сезонами весны и осени. Среднегодовая температура воздуха +3,2 °C. Средняя температура воздуха самого холодного месяца (января) — −11,7 °C (абсолютный минимум — −35 °C), средняя температура самого тёплого (июля) — +18,2 °С (абсолютный максимум — +34 °C). Безморозный период длится около 214 дней. Годовое количество атмосферных осадков составляет 641 мм, из которых большая часть (около 70 %) выпадает в тёплый период. Устойчивый снежный покров держится в течение 151 дня.

## История
Официально упразднена Постановление Государственной Думы ЯО от 27.02.2001 № 52 «Об изменениях в административно-территориальном устройстве Любимского района Ярославской области».

## Инфраструктура
Было развито личное подсобное хозяйство.